# Hoehne (Colorado)
Hoehne ist ein census-designated place (CDP) im Las Animas County im US-amerikanischen Bundesstaat Colorado. Zur Volkszählung im April 2020 hatte Hoehne 80 Einwohner.

## Geschichte
Hoehne wurde nach dem deutschen Auswanderer William „Dutch Bill“ Hoehne benannt. Dieser siedelte sich zunächst im US-Bundesstaat Illinois an. Spätestens zu Beginn der 1860er Jahre zog Hoehne weiter nach Westen. Im heutigen Ortsgebiet errichtete er eine Mühle und legte einen Bewässerungsgraben an, den heutigen Hoehne Ditch. Damit legte er den Grundstein für eine umfangreiche Bewässerung der Gegend, die dadurch landwirtschaftlich genutzt werden konnte. Hauptsächlich wurden verschiedene Obstsorten und Zuckerrüben angebaut. In den folgenden Jahren eröffneten im Ort mehrere Geschäfte, eine Post, eine Schmiede, außerdem wurde eine Kirche und eine Schule errichtet.
Zu Beginn des 20. Jahrhunderts wurden an der Bahnstrecke Trinidad-La Junta mehrere Eisenbahndepots errichtet, eins davon in Hoehne. Dieses Depot trug den Namen Hoehnes und war bis 1967 in Betrieb. Danach wurde es zunächst im Ort an eine andere Stelle versetzt. In den 1990er Jahren wurde das Gebäude in die Nähe von Texas Creek verbracht und dort als Teil einer privaten Sammlung restauriert.

## Öffentliche Einrichtungen

### Schule
Der Hoehne School District betreibt im Ort eine K-12-Schule, also eine Einrichtung vom Kindergarten bis zum Gymnasium. Die Schule wird von den Einwohnern Hoehnes sowie der umliegenden Orte genutzt.

### Sport
Die Sportmannschaften der Schule treten unter dem Namen Hoehne Farmers in den Disziplinen Volleyball, American Football, Basketball und Leichtathletik an. Das Maskottchen der Mannschaften ist ein Bauer mit Cowboyhut und -stiefeln, roter Latzhose und einer Heugabel.

## Sonstiges
Am 31. Oktober 1896 hielt Casimiro Barela (1847–1920), der von 1876 bis 1916 als State Senator des Las Animas Countys im Senat von Colorado saß, eine Wahlkampfrede in Hoehne. Während der Veranstaltung wurde ein Attentat auf ihn verübt. Insgesamt wurde fünf Mal auf den Senator geschossen, eine Kugel traf ihn dabei an der Wange. Trotz seiner Verletzung setzte sich Barela noch vor Ort dafür ein, dass die Attentäter nicht von der aufgebrachten Zuschauermenge gelyncht wurden.